# فرودگاه یائو
فرودگاه یائو (به انگلیسی: Yao Airport) (به زبان بومی: Osaka/Yao Airport) یک فرودگاه نظامی و همگانی است که یک باند فرود آسفالت و بتن دارد و طول باند آن ۱۴۹۰ متر است. این فرودگاه در شهر اوساکا کشور ژاپن قرار دارد .